# Royaume de Khotan
56–1006
Entités suivantes :
- Qarakhanides

Le royaume de Khotan, est un ancien royaume du peuple indo-européen des Sakas, qui a existé de l'an 56 à l'an 1000 et qui se situait sur la branche de la route de la soie qui longe la lisière sud du désert du Taklamakan dans le bassin du Tarim. Sa capitale se situait à Yotkan, une ancienne cité se trouvant à l'ouest de l'actuelle ville-préfecture de Hotan(chinois : 和田), dans la région autonome ouïghour du Xinjiang, en Chine,. Connu par les chinois sous le nom de Yutian (chinois : 于闐, 于窴 ou 於闐), ce au moins depuis la dynastie Han jusqu'à la dynastie Tan, Khotan est, avec l'Empire kouchan un des plus anciens pays bouddhistes ayant existé. Cette civilisation bouddhiste a précédé l'arrivée et l'implantation durable de l'islam dans la région avec les invasions en 1006 des Turcs qarakhanides.
Ce royaume est né autour d'une oasis, dont les nombreux bosquets de mûriers permettaient aux habitants de produire et d'exporter de la soie et des tapis, en plus des autres principaux produits de la ville tels que du jade et des poteries. Bien qu'étant une ville importante sur la route de la soie et une source notable de jade pour la Chine ancienne, la cité-royaume de Khotan est relativement petite, la circonférence de l'ancienne ville de Khotan/Yōtkan était estimée à environ 2,5 - 3,2 km par les archéologues. Une grande partie des vestiges archéologiques de cette ancienne ville de Khotan ont cependant été détruits à cause de plusieurs siècles de chasse au trésor menée par la population locale.
Les habitants de Khotan parlaient le khotanais, une langue iranienne orientale, et le prakrit gandhari, une langue liée au sanskrit. Il y a un débat entre historiens pour déterminer quelle part de la population de Khotan étaient ethniquement et anthropologiquement sud-asiatique et locutrice de la langue Gāndhārī et quelle part était des Sakas, un peuple indo-européen de la steppe eurasienne faisant partie des peuples scythes. À partir du IIIe siècle, ces derniers ont exercé une influence linguistique visible sur la langue gāndhārī parlée à la cour royale khotanaise et la langue khotanaise saka a également été reconnue comme langue officielle de la Cour au Xe siècle et utilisée par les dirigeants du royaume pour les documents administratifs.

## Noms

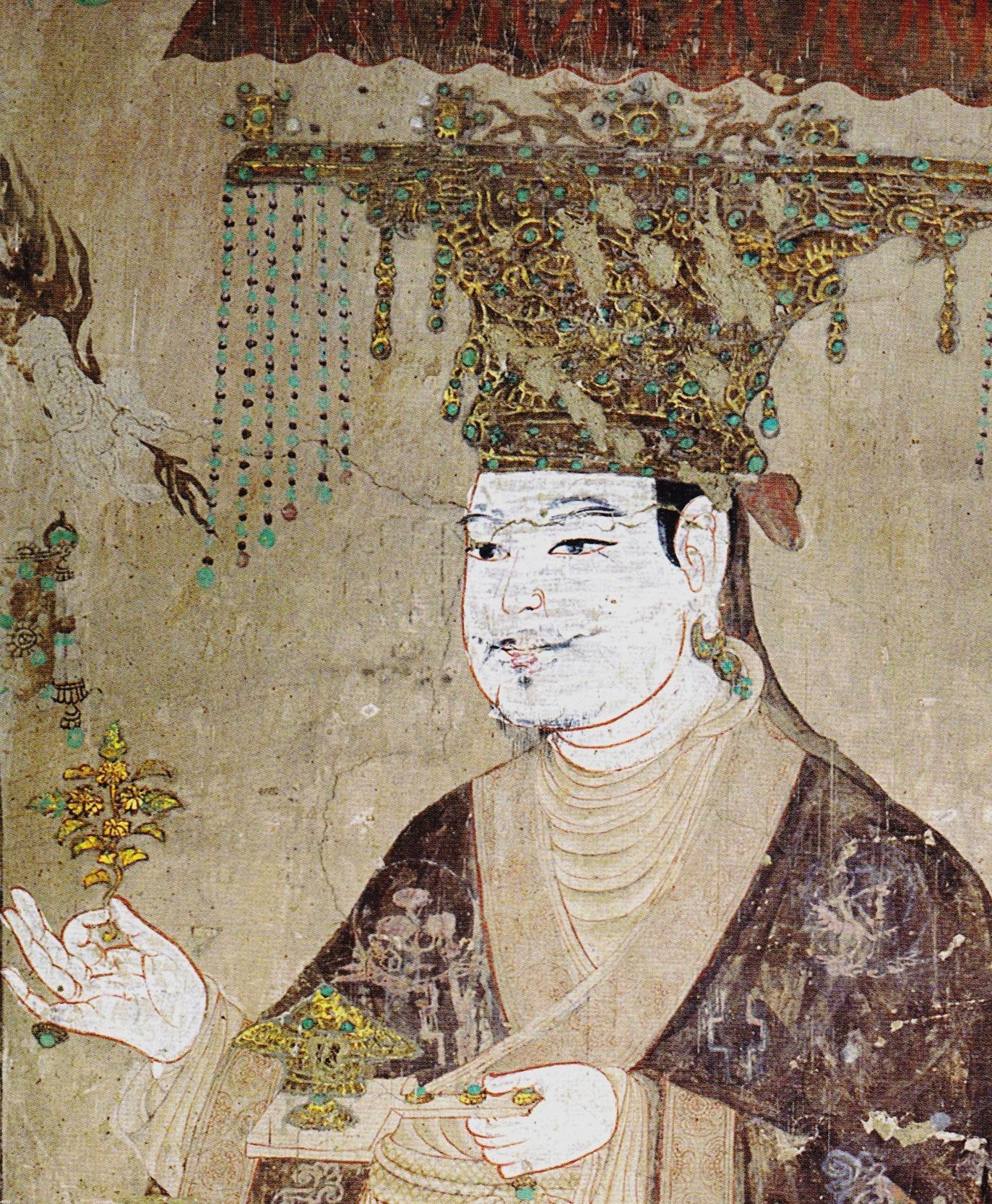
Portrait de Viśa' Saṃbhava, roi de Khotan à la fin de la période des Cinq Dynasties et des Dix Royaumes et au début de la Dynastie Song, grottes de Mogao, Dunhuang, Gansu, Xe siècle

Le royaume de Khotan a reçu différents noms et transcriptions au cours du temps. En ancien chinois Khotan est appelé Yutian (于闐 ou 于 窴 suivant les textes), un mot qui, dans les premiers temps de son usage, se prononçait gi̯wo-d'ien ou ji̯u-d'ien. Les anciens Chinois ont aussi donné à Khotan d'autres noms proches de Yutian, tels que Yudun (于 遁), Huodan (豁 旦), et Qudan (屈 丹). Parfois, ils utilisaient également Jusadanna (瞿 薩 旦 那), un dérivé des mots indo-iraniens Gostan et Gostana, le premier étant le nom de la ville et le second celui de la région qui l'entourait. D'autres sources incluent également le nom Huanna (渙 那). Les Tibétains des VIIe et VIIIe siècles, appelaient le royaume Li (ou Li-yul) et sa capitale Hu-ten, Hu-den, Hu-then et/ou Yvu-then,.
Même le nom que les habitants du royaume de Khotan donnaient à leur pays a changé avec le temps. Vers le IIIe siècle, ils écrivent Khotana en alphabet kharoshthi et Hvatäna en écriture brahmique, dont l'usage se répand quelque temps plus tard. De là sont venus Hvamna et Hvam noms que les Khotanais donnent à leur pays dans les derniers textes écrits avant la chute du royaume, où l'on trouve le nom Hvam kṣīra, soit «le pays de Khotan». C'est sous le nom de Khotan que le royaume est connu à l'ouest, le -t- ayant été conservé dans la transcription, un usage fréquent au début de l'utilisation du persan moderne. La population locale a également utilisé le nom Gaustana (Gostana ou Kustana) sous l'influence du sanskrit bouddhiste hybride et Yūttina au IXe siècle, quand elle s'est alliée au royaume sinisé de Şacū (Shazhou ou Dunhuang),.

## Localisation et géographie

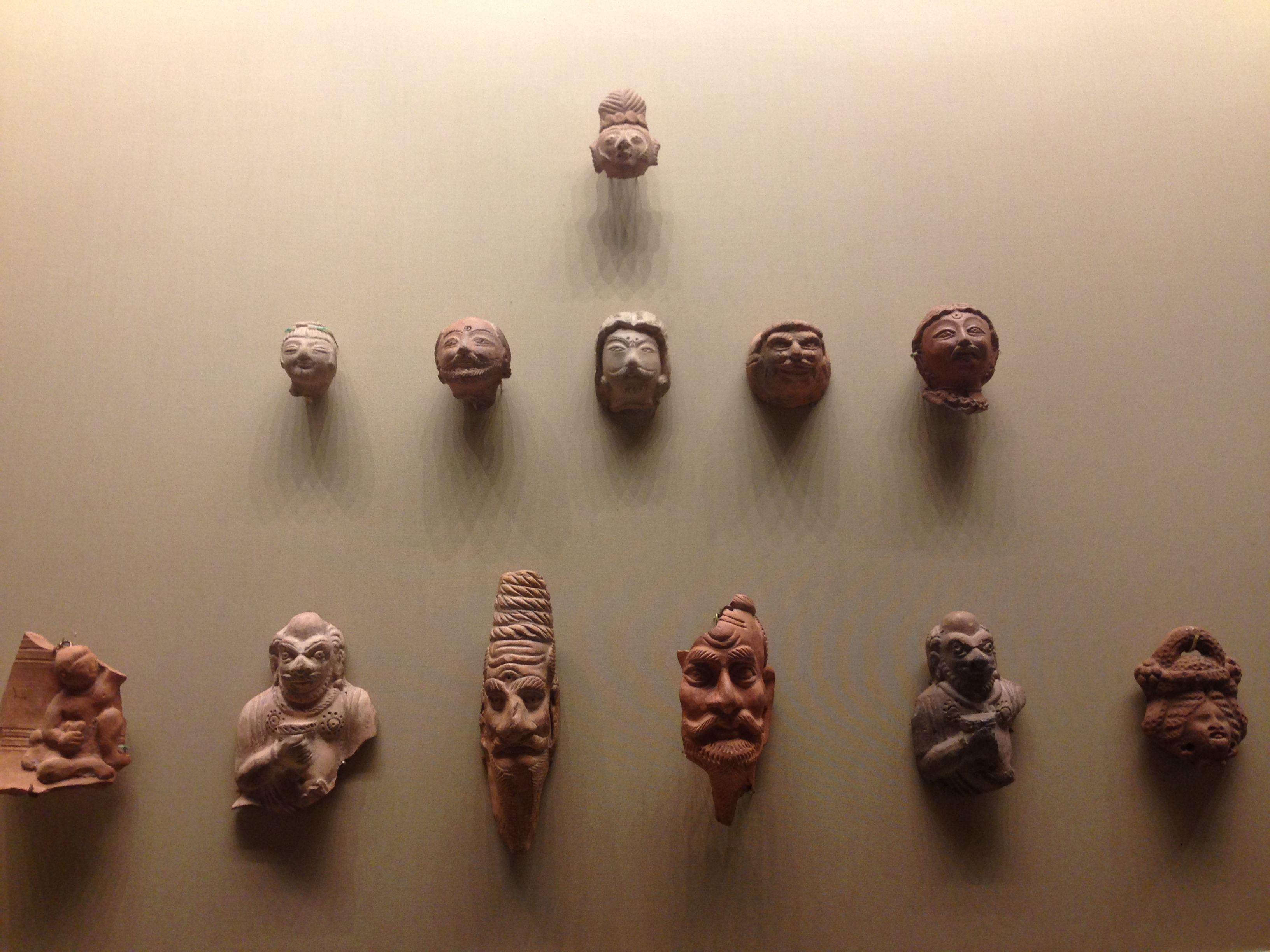
Statuette en argile trouvées à Yotkan,

La position géographique de l'oasis est la cause principale du succès et de la richesse du royaume. Au nord se trouve l'un des climats désertiques les plus arides et désolés de la planète, le désert du Taklamakan et, au sud, les monts Kunlun (Qurum), qui sont quasiment vides de toute population. À l'est, il y avait peu d'oasis au-delà de Niya, ce qui rendait les déplacements difficiles, alors que l'accès était relativement facile depuis l'ouest,.
Khotan était irrigué par les rivières Yurung-kàsh et Kara-kàsh, qui arrosent le bassin du Tarim. Ces deux rivières donnent aux Khotanais l'accès à de grandes quantités d’eau, qui rendent possible l'agriculture et une vie sédentaire dans un climat aride. L'emplacement du royaume à côté d'une montagne permettait non seulement d’irriguer les cultures grâce à ces deux fleuves qui en dévalent les pentes, mais aussi d'augmenter également la fertilité des terres, car les rivières aplanissent les sols et déposent leurs sédiments, créant ainsi un sol plus fertile. Tout ceci combiné a augmenté la productivité de l'industrie agricole, ce qui a rendu Khotan célèbre pour ses cultures céréalières et ses fruits. En résumé, la raison même de l'existence de Khotan était sa proximité avec la chaîne de montagnes de Kunlun et sans cela, elle ne serait pas devenue l’une des villes oasis les plus grandes et les plus prospères parmi toutes celles situées le long des routes de la soie.
En effet, le royaume de Khotan était l'un des nombreux petits États-oasis situés dans le bassin du Tarim, comme Yarkand, Loulan (Shanshan), Tourfan, Kachgar, Karachahr et Kucha. Il faut préciser qu'avec les trois derniers royaumes cités, Khotan faisait partie des quatre garnisons d'Anxi, fondées par la dynastie Tang pour tenir la région. À l'ouest se trouvaient des royaumes d'Asie centrale de Sogdiane et Bactriane. Khotan était entouré de puissants voisins, tels que l’empire des Kouchans, la Chine, le Tibet et, pendant un certain temps, les Xiongnu, qui ont tous exercé ou tenté d’exercer une influence sur Khotan à plusieurs reprises.

## Histoire
Ce que l'on sait de l'histoire de ce royaume nous vient principalement de deux types de documents, qui servent de sources historiographiques essentielles : les annales chinoises et tibétaines, ainsi que les récits des pèlerins chinois tels que Song Yun et Xuanzang. À ceci, il faut rajouter les découvertes fait lors des diverses campagnes de fouilles archéologiques.
L'histoire de la région ne commence pas avec la fondation du royaume de Khotan, car bien avant cette date, le bassin du Tarim était déjà habité par différents groupes de locuteurs indo-européens tels que les Tokhariens et les Saka,. Du jade provenant de Khotan était vendu en Chine longtemps avant la fondation de la ville, comme l'atteste la présence d'objets fabriqué avec ce jade trouvés dans des tombes des dynasties Shang (Yin) et Zhou. Selon l'historien Jeong Su-il, les Yuezhi auraient été impliqués comme intermédiaires dans ce commerce du jade.

### Légendes sur la fondation de la ville

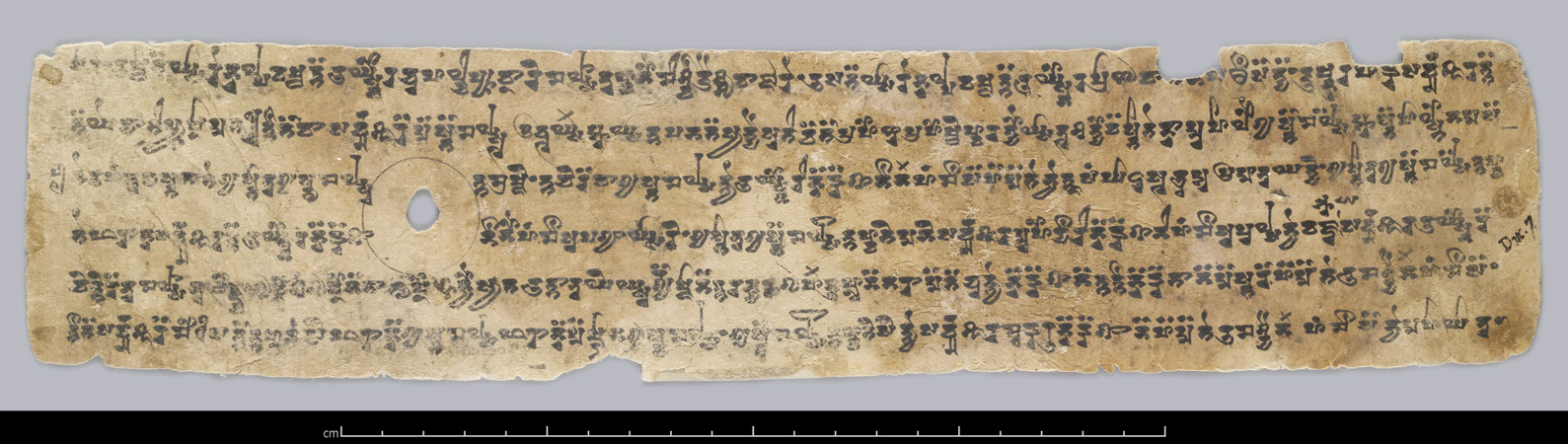
Manuscrit en écriture khotanaise, une écriture brahmi, (Xe siècle ou avant)

Il existe quatre versions de la légende de la fondation de Khotan, que l'on peut retrouver dans les écrits du moine bouddhiste chinois Xuanzang et dans les traductions tibétaines de documents khotanais. Ces quatre versions s'accordent sur un point, la cité aurait été fondée au IIIe siècle av. J.-C. par un groupe d'Indiens, pendant le règne de l'empereur Ashoka,.
Selon une des versions, les nobles descendants directs de la divinité Vaiśravaṇa et membres d’une tribu de la plus ancienne des trois cités du site de Taxila, auraient aveuglé Kunãla, un fils d’Ashoka. En punition, ils ont été bannis par l'empereur Mauryan au nord de l'Himalaya, où, après avoir erré, ils finissent par s'installer à Khotan et élisent l'un d'entre eux roi. Cependant, une guerre s’est ensuivie avec un autre groupe venu de Chine dont le chef est devenu le nouveau roi de Khotan et les deux colonies ont fusionné. Dans une version différente, c'est Kunãla lui-même qui est exilé et fonde Khotan.
Les différentes versions de cette légende suggèrent toutes que Khotan a été colonisé par des habitants originaires du nord-ouest de l'Inde et de la Chine, ce qui pourrait expliquer la division de Khotan en une ville orientale et occidentale depuis la dynastie Han. Cependant, d'autres chercheurs ont fait valoir que la légende de la fondation de Khotan était une pure fiction, car elle ignorait totalement la population iranienne de la ville et visait à expliquer les influences indiennes et chinoises présentes à Khotan au VIIe siècle de notre ère. Selon le récit de Xuanzang, aussi bien les Chinois que les habitants du royaume croyaient que le pouvoir royal avait été transmis de manière ininterrompue depuis la fondation de Khotan, et des preuves indiquent que les rois de Khotan utilisaient un mot d'origine iranienne depuis au moins le IIIe siècle, suggérant qu'ils pourraient être des locuteurs d'une langue iranienne.
Dans les années 1900, Aurel Stein découvre des documents prâkrit écrits en alphabet kharoshthi à Niya. Associant cette découverte à la légende fondatrice de Khotan, Stein émet une théorie selon laquelle que ces peuples du bassin du Tarim sont des immigrants indiens venant de Taxila qui ont conquis et colonisé Khotan. Ceci étant, l'utilisation du prakrit dans ces documents peut aussi être un héritage de l'influence de l'Empire kouchan.
Il y existait aussi des influences grecques au début de l'histoire de Khotan, comme l'attestent les œuvres hellénistiques trouvées sur divers sites du bassin du Tarim, comme, par exemple la tapisserie Sampul, qui a été découverte dans le cimetière de Sampul (chinois traditionnel : 山普拉), un site qui se trouve à environ 14 km de Khotan dans le Xian de Lop, et qui provient probablement du Royaume gréco-bactrien voisin. Les archéologues ont également découvert des tapisseries représentant le dieu grec Hermès et un pégase ailé trouvées près de Loulan, ainsi que des céramiques qui peuvent suggérer des influences venant du royaume hellénistique de l’Égypte ptolémaïque,. Il est donc possible que les premiers migrants arrivés dans la région aient été un groupe ethniquement mixte originaire de la ville de Taxila dirigé par un chef gréco-saka ou indo-grec, groupe qui aurait fondé Khotan en reproduisant les structures administratives et sociales du Royaume gréco-bactrien,. Cette hypothèse est confortée par les résultats de l'analyse de l'ADN mitochondrial des restes humains du cimetière de Sampul, où les habitants de la région ont enterré leurs morts d'environ 217 av. J.-C. à 283. Ces tests ont révélé des affinités génétiques avec des peuples du Caucase, en particulier une lignée maternelle liée aux Ossètes et aux Iraniens et une lignée paternelle est-méditerranéenne,.

### Arrivée des Saka

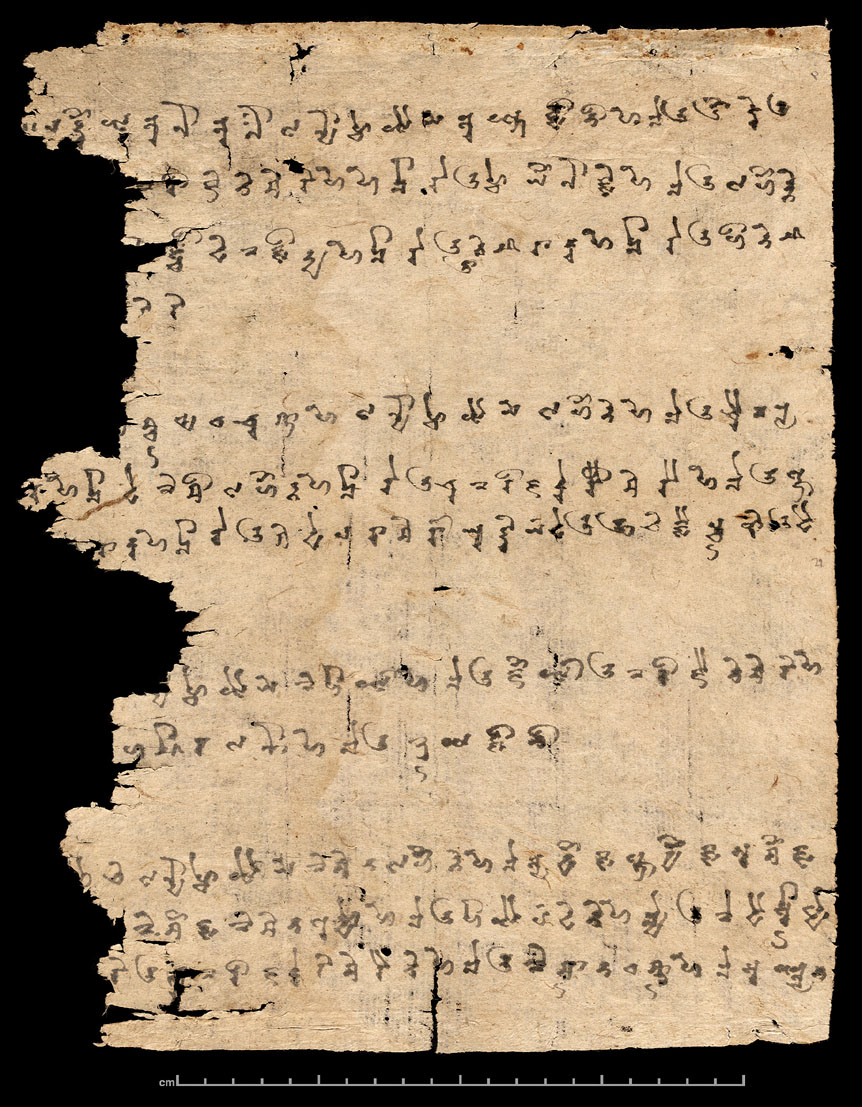
Document provenant de Khotan écrit en saka khotain, une langue qui fait partie de la branche iranienne orientale des langues indo-européennes. Il s'agit d'une liste des animaux du zodiaque chinois utilisée pour faire des prédictions pour les personnes nées cette année-là. Encre sur papier, début du IXe siècle

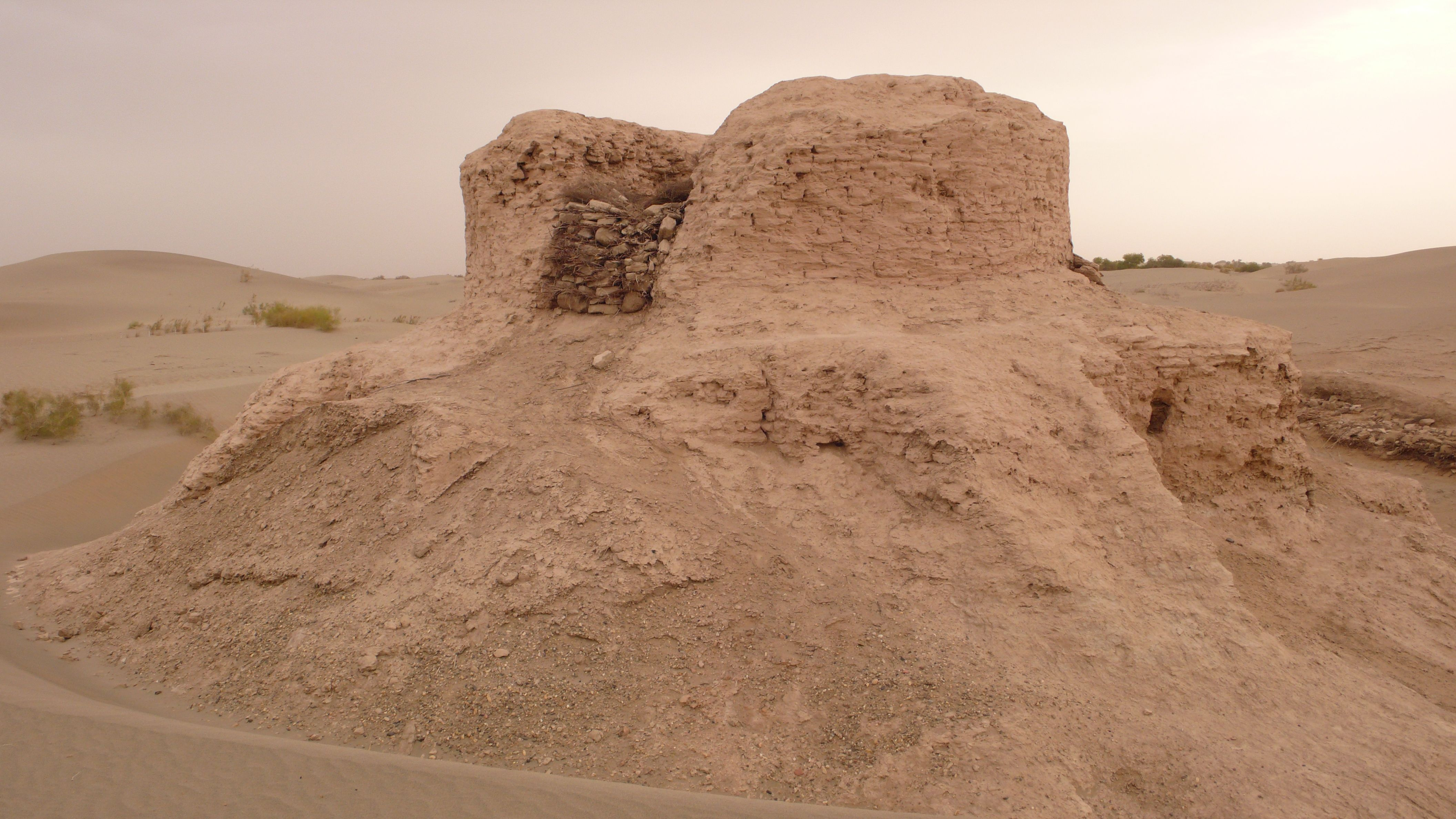
Ruines du stupa Rawak, situé à l'extérieur de Hotan, un site bouddhiste datant de la fin du

Les documents originaires de Khotan qui nous sont parvenus et qui datent des siècles suivant la fondation du royaume, nous ont permis de savoir que les habitants de Khotan parlaient la langue saka. Il s'agit d'une langue iranienne orientale, qui est étroitement liée à la langue des Sogdiens, un royaume voisin de celui de Khotan, et aux langues tochariennes parlées à Kucha et Tourfan. Par contre, il n’est pas certain que les Sakas se soient installés dans la région de Khotan, certains indices suggérant qu'ils étaient là avant la fondation de la ville. En effet, les vestiges archéologiques de Shanpula, près de Khotan, pourraient être liés à la présence d'une population d'origine saka sédentaire au cours du dernier quart du premier millénaire avant notre ère, bien que certains aient suggéré qu’ils n’auraient emménagé dans cette zone qu’après la fondation de la ville. Il se peut également que les Saka étaient déjà présents dans d'autres parties du bassin du Tarim avant même la fondation de Khotan. En effet, des fouilles ont permis de retrouver des traces d'un peuple, peut-être des Saka, présent dans la région de Keriya à Yumulak Kum (Djoumboulak Koum, Yuansha) à environ 200 km à l'est de Khotan, probablement dès le VIIe siècle av. J.-C.,.
Dans les vieilles chroniques chinoises, les Sakas sont connus sous le nom de Sai (塞, sāi, sək en chinois archaïque). Ces documents indiquent qu’ils habitaient à l’origine les vallées des fleuves Ili et Chu, qui se trouvent respectivement au Kirghizistan et au Kazakhstan. Dans le livre des Han, qui est l'histoire officielle de la dynastie des Han orientaux, la région est désignée sous le nom de « pays des Sai », c'est-à-dire pays des Saka. Selon le Shiji de Sima Qian, les Yuezhi indo-européens, originaires de la région située entre Tängri Tagh (Tian Shan) et Dunhuang (Gansu, Chine), ont été attaqués par le peuple proto-mongol des Xiongnu, dirigé par Modu Chanyu, et forcés de fuir le corridor du Hexi du Gansu en 177-176 av J.C,,,. Après avoir échappé à leurs agresseurs, les Yuezhi attaquent les Sai/Saka, qui partent vers le sud. Ces derniers ont traversé la rivière Syr-Daria en Bactriane vers 140 av J.C. Plus tard, les Saka se sont également installés dans le nord de l'Inde, ainsi que dans d'autres sites du bassin du Tarim tels que Khotan, Karachahr (Yanqi), Yarkand (Shache) et Kucha (Qiuci). Une hypothèse avancée par certains chercheurs est que les Saka se sont hellénisés dans le royaume gréco-bactrien, puis que soit les Saka, soit un groupe gréco-scythique ethniquement mixte, ont migré vers Yarkand et Khotan, ou un peu plus tôt depuis Taxila, un des royaumes indo-grecs.
Des documents écrits en prakrit et datant du IIIe siècle, provenant de la ville voisine de Shanshan, indiquent que le roi de Khotan a reçu le titre de hinajha, c'est-à-dire « généralissime ». Ce mot distinctement iranien est un équivalent du titre sanskrit senapati. Selon le regretté professeur d’études iraniennes Ronald E. Emmerick (décédé en 2001), le fait que les archives officielles des règnes des rois soient désignées par le mot khotanais kṣuṇa, « implique une connexion établie entre les habitants iraniens et le pouvoir royal ». Il a soutenu que les rescrits royaux de Khotanan datant du Xe siècle et écrits en langue khotanaise-saka « rendent probable que le dirigeant de Khotan parlait l'iranien ». De plus, il a développé la thèse suivante sur le nom de Khotan :

« The name of Khotan is attested in a number of spellings, of which the oldest form is hvatana, in texts of approximately the 7th to the 10th century AD written in an Iranian language itself called hvatana by the writers. The same name is attested also in two closely related Iranian dialects, Sogdian and Tumshuq...Attempts have accordingly been made to explain it as Iranian, and this is of some importance historically. My own preference is for an explanation connecting it semantically with the name Saka, for the Iranian inhabitants of Khotan spoke a language closely related to that used by the Sakas in the north-west of India from the first century B.C. onwards. »

Des documents écrits en langue khotanais-saka tardif, allant de textes médicaux à la littérature bouddhiste, ont été découverts à Khotan et à Tumshuq, une ville située au nord-est de Kashgar. Des documents similaires écrits en langue khotanais-saka datant principalement du Xe siècle ont été trouvés à Dunhuang.

### Premiers siècles
Au IIe siècle, un roi de Khotan a aidé Kanishka, l'empereur le plus connu de l'Empire kouchan, a conquérir la ville de Saket, un point stratégique d'un des nombreux royaumes indiens : 

« Afterwards king Vijaya Krīti, for whom a manifestation of the Ārya Mañjuśrī, the Arhat called Spyi-pri who was propagating the religion (dharma) in Kam-śeṅ [il s'agit d'un district de Khotan] was acting as pious friend, through being inspired with faith, built the vihāra of Sru-ño. Originally, King Kanika, the king of Gu-zar [Kucha] and the Li [Khotan] ruler, King Vijaya Krīti, and others led an army into India, and when they captured the city called So-ked [Saketa], King Vijaya Krīti obtained many relics and put them in the stūpa of Sru-ño. »

— Li yul poumon bstan pa (La prophétie du pays Li), traduit en anglais depuis le tibétain par R.E. Emmerick.
Selon le chapitre 96A du Livre des Han, qui couvre la période allant de 125 av. J.-C. à 23, Khotan compte alors 3 300 foyers, 19 300 habitants et 2 400 hommes mobilisables pour la guerre.

### Période des Han orientaux

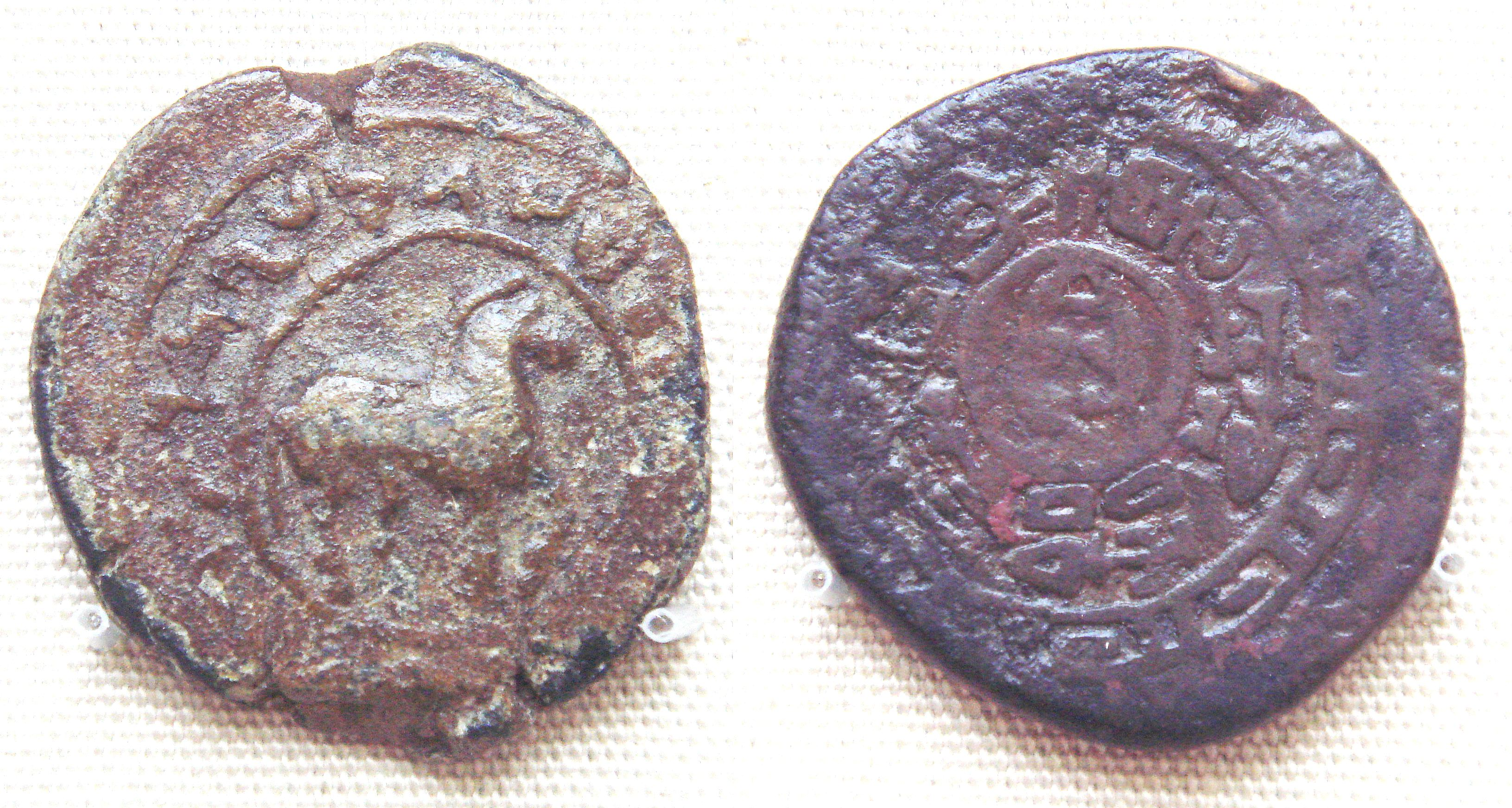
Pièce de monnaie de Gurgamoya, roi de Khotan. Khotan, Ier siècle
Env: alphabet kharosthi, "Du grand roi des rois, roi de Khotan, Gurgamoya.
Rev: Écriture chinoise: "Pièce de cuivre de vingt-quatre grains". British Museum

Les pièces de monnaie khotanaises datées du Ier siècle apr. J.-C. portent toutes deux inscriptions, une en chinois et l'autre en prakrit gandhari utilisant l'alphabet kharoshthi, ce qui montre les liens de Khotan avec l’Inde et la Chine à cette époque.
Le royaume de Khotan a commencé à étendre son pouvoir au premier siècle de notre ère. S'il a d'abord été sous la domination du royaume de Yarkand, il s'est révolté en 25-57 apr. J.-C. et a fini par s'emparer de Yarkand et de tout le territoire situé entre cette ville et Kashgar, gagnant ainsi le contrôle d'une partie de la section sud de la route de la soie. La ville s'est enrichie et agrandie très rapidement à la suite du développement du commerce local dans le cadre des échanges liés aux différents segments de la route de la soie qui traversent l'Eurasie.

« Durant l'ère Yongping (58-76) du règne de l'Empereur Ming, Xiumo Ba, un général khotanais se rebella contre Suoju (Yarkand) et se proclama roi de Yutian (en 60). À la mort de Xiumo Ba, Guangde, le fils de son frère aîné, prend le pouvoir puis (en 61) bat Suoju (Yarkand). Son royaume devint très prospère après cela. De Jingjue  (Niya) ) au nord-ouest, jusqu'aussi loin que Kashgar, treize royaumes se sont soumis. Pendant ce temps, le roi de Shanshan avait également commencé à prospérer. Depuis lors, ces deux royaumes sont les seuls États importants sur la Route du Sud dans l’ensemble de la région située à l’est du Congling (Pamir). »

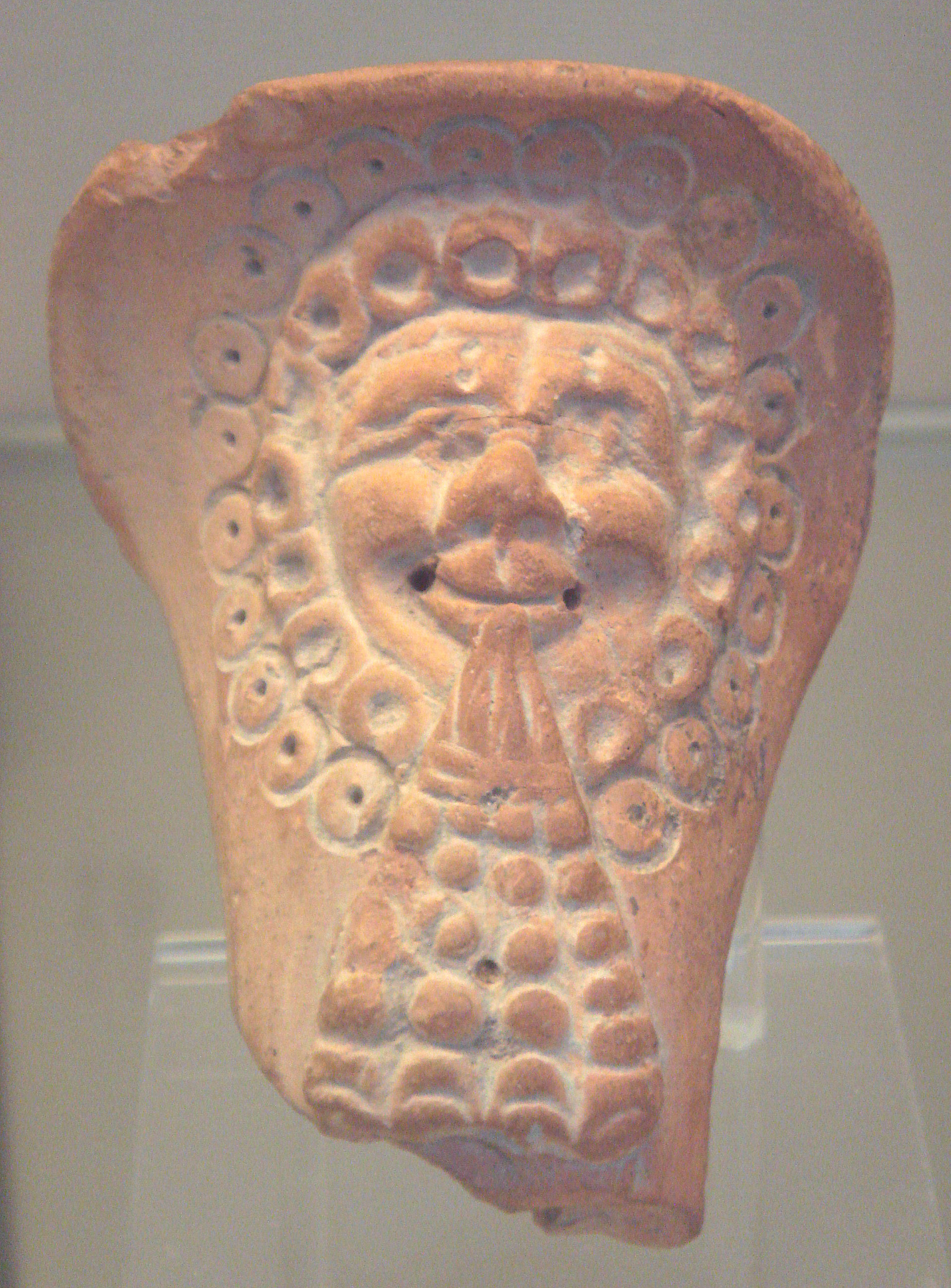
Céramique dont le style reflète des influences occidentales, Yotkan près de Khotan,.

Le roi Guangde de Khotan se soumet à la dynastie Han en l'an 73. À l'époque Khotan avait des relations avec les Xiongnu, un peuple proto-mongol en conflit quasi-permanent avec les Han. Pendant le règne de l'empereur Han Mingdi (57-75), les Xiongnu ont envahi Khotan et ont forcé la cour khotanaise à leur verser annuellement des tributs importants sous forme de soie et de tapisseries. Les Han réagissent en envoyant une armée commandée par l'officier militaire Ban Chao. Ce dernier est reçu par le roi avec une courtoisie minimale. Le devin du roi suggéra de demander le cheval de Ban, qui, après avoir fait mine d'accepter de céder sa monture, tue le devin sur place. Le roi, impressionné par l'action de Ban, a ensuite fait tuer le représentant des Xiongnu à Khotan, avant de faire à nouveau allégeance aux Han.

Lorsque la dynastie Han exerce sa domination sur Khotan, la population a plus que quadruplé par rapport à l'estimation rapportée au chapitre 96 du Livre des Han. Voici les nouveaux chiffres, tels qu'ils apparaissent dans le Livre des Han postérieurs, qui couvre la période allant de l'an 6 à l'an 189:

« Le centre principal du royaume de Yutian (Khotan) est la ville de Xicheng (Lit : « ville occidentale », Yotkan). Elle est à 5 300 li (2 204 km) de la résidence du commis principal [à Lukchun] et à 11 700 li (4 865 km) de Luoyang. Elle compte 32 000 ménages, 83 000 habitants et plus de 30 000 hommes mobilisables pour la guerre. »

Cependant, l'influence des Han sur Khotan va en diminuant, au fur et à mesure que le pouvoir de la dynastie décline.

### Dynastie Tang
| |  |  |
| Peintures de l'artiste khotanais Viśa Īrasangä ou de son père Viśa Baysūna, VIIe siècle. Gauche: tableau d'une divinité indienne sur l'avers d'un panneau peint, représentant très probablement Shiva Droite: peinture d'une divinité perse au revers d'un panneau peint, représentant probablement le légendaire héros Rustam |  |  |

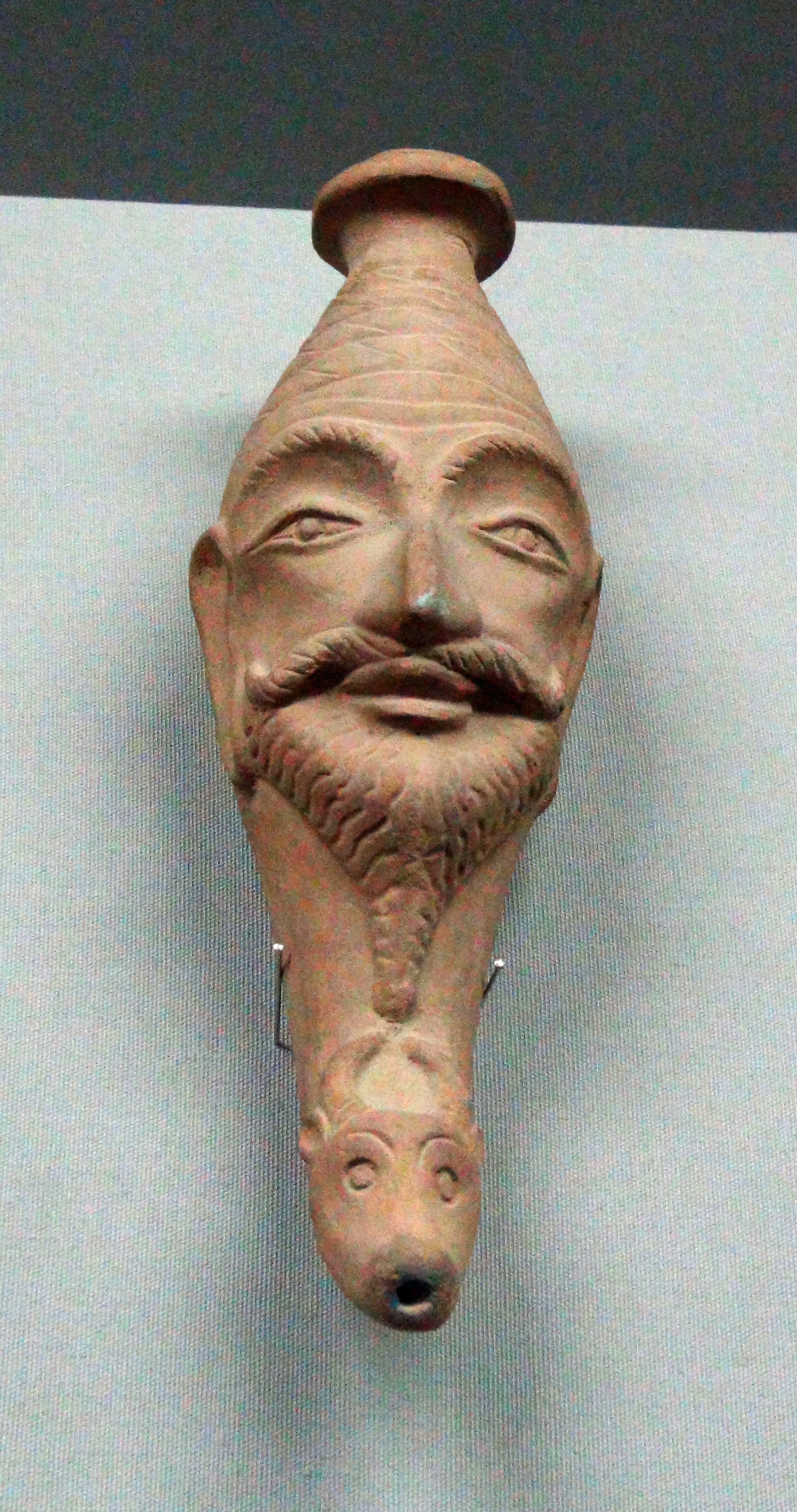
Tête humaine en terre cuite avec vache, dynastie Tang. Hotan Cultural Museum, Chine

La campagne des Tang contre les royaumes des oasis commença en l'an 640 et c'est en 648 que le roi de Khotan fit sa soumission à l'empereur Tang Taizong, effrayé par le sort de ses voisins, tous vaincus les uns après les autres. Pour gérer le bassin du Tarim et les différents royaumes vaincus, Taizong fonda en 640 le Protectorat général pour pacifier l'Ouest, et entre 648 et 658, installa des garnisons militaires dans la région qui deviendront en les Quatre Garnisons d'Anxi. L'une d'entre elles fut installée à Khotan.
Quelques décennies plus tard, les Tibétains ont vaincu les Chinois et pris le contrôle des quatre garnisons. Khotan a été prise pour la première fois en 665 et les Khotanais ont aidé les Tibétains à conquérir Aksu. Les Tang ont par la suite repris le contrôle du Protectorat en 692, avant de finalement perdre le contrôle de l'ensemble des régions de l'ouest après avoir été considérablement affaiblis par la révolte d'An Lushan.
Après le retrait de la dynastie Tang, Khotan s'est allié avec les dirigeants de Dunhuang. Les royaumes bouddhistes de Dunhuang et Khotan avaient établi des relations étroites, cimentées par des mariages entre les familles royales des deux États. Une des conséquences concrètes de ces liens est le financement des grottes de Mogao et des temples bouddhistes de Dunhuang par les membres de la famille royale de Khotan, dont les portraits ornent les murs des grottes.
Khotan fut conquis par l'Empire tibétain en 792, puis obtint son indépendance en 851.

### Conquête de Khotan par les Turcs et islamisation du royaume

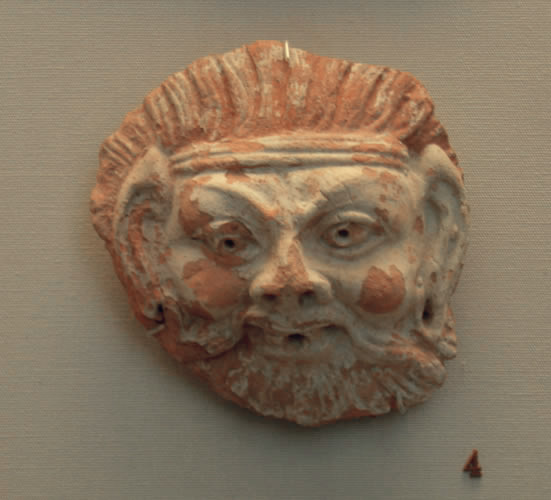
Visage en stuc, trouvé à Khotan,.

Au Xe siècle, le royaume bouddhiste de Khotan était la seule cité-État à ne pas avoir encore été conquise par les Ouïghours (bouddhistes) ou les Qarakhanides (musulmans). Au cours de la seconde moitié du Xe siècle, Khotan entre en conflit avec le Khanat des Qarakhanides. Les conquêtes islamiques des villes bouddhistes situées à l’est de Kashgar ont débuté à la suite de la conversion à l'Islam du Sultan Satuq Bughra Khan en 934. Satuq Bughra Khan et ensuite son fils Musa ont fait de grands efforts pour convertir tous les Turcs et agrandir le Dar al islam par des conquêtes militaires,. Une longue guerre s'ensuivit entre le royaume de Kachgar, converti à l'islam et le royaume bouddhiste de Khotan. Ali Arslan, qui était le neveu ou le petit-fils de Satuq Bughra Khan, les sources sont assez floues à ce sujet, aurait été tué pendant cette guerre. Khotan a brièvement conquis Kashgar aux dépens des Qarakhanides en 970 et, selon des récits chinois, le roi de Khotan a offert d'envoyer en tribut à la cour chinoise un éléphant sachant danser capturé à Kashgar.
Les récits de la guerre entre les Qarakhanides et Khotan ont été consignés dans le Taẕkirah des quatre imams sacrifiés, un livre écrit entre 1700 et 1849 en langue ouïgour moderne, à Altishahr. Il s'agit probablement de la mise par écrit d'une tradition orale plus ancienne. Il contient une histoire à propos de quatre imams de la ville de Mada'in, dont l'emplacement actuel se trouve probablement en Irak, qui ont aidé le dirigeant Qarakhanide Yusuf Qadir Khan à conquérir Khotan, Yarkand et Kashgar. Il y a eu des années de batailles où « le sang coule comme l'Oxus », « les têtes jonchent le champ de bataille comme des pierres » jusqu'à la défaite des « infidèles » qui sont repoussés jusqu'à Khotan par Yusuf Qadir Khan et les quatre imams. Selon le récit les imams ont cependant été assassinés par les bouddhistes avant la dernière victoire des musulmans. Malgré leurs origines étrangères, ils sont considérés comme des saints locaux par la population musulmane actuelle de la région. En 1006, le souverain musulman Qarakhanide Yusuf Kadir (Qadir) Khan de Kashgar a conquis Khotan, mettant fin à l'existence du royaume en tant qu'État bouddhiste indépendant. Des communications entre Khotan et la Chine des Song ont continué par intermittence, mais dans une chronique Song datant de 1063, il est noté que le dirigeant de Khotan s’appelait kara-khan, un titre qui, à lui seul, confirme la domination des Qarakhanides sur Khotan.
Certains historiens ont avancé une théorie voulant que les bouddhistes de Dunhuang, alarmés par la conquête de Khotan et la fin du bouddhisme, auraient scellé la grotte 17 des grottes de Mogao, celle contenant les manuscrits de Dunhuang, afin de protéger ces derniers.
L'écrivain turc musulman Mahmud al-Kashgari, du khanat Qarakhanide, a écrit un court poème en langue turque sur la conquête :
Version originale en turc, :

« kälginläyü aqtïmïz
kändlär üzä čïqtïmïz
furxan ävin yïqtïmïz
burxan üzä sïčtïmïz »

Traduction en anglais,,, :

« We came down on them like a flood,
We went out among their cities,
We tore down the idol-temples,
We shat on the Buddha's head! »

Traduction en français :

« Nous sommes tombés sur eux comme une inondation,
Nous sommes allés dans leurs villes,
Nous avons détruit les temples-idoles,
Nous avons chié sur la tête de Bouddha! »

Selon al-Kashgari qui écrit au XIe siècle, les habitants de Khotan parlaient encore une langue différente de la sienne et ne connaissaient pas bien la langue turque,. On pense cependant que les langues turques sont devenues la lingua franca dans tout le bassin du Tarim à la fin du XIe siècle.
Lorsque Marco Polo visite Khotan a une date comprise entre 1271 et 1275, il indique que « les habitants vénèrent tous Mahomet »,.

## Chronologie

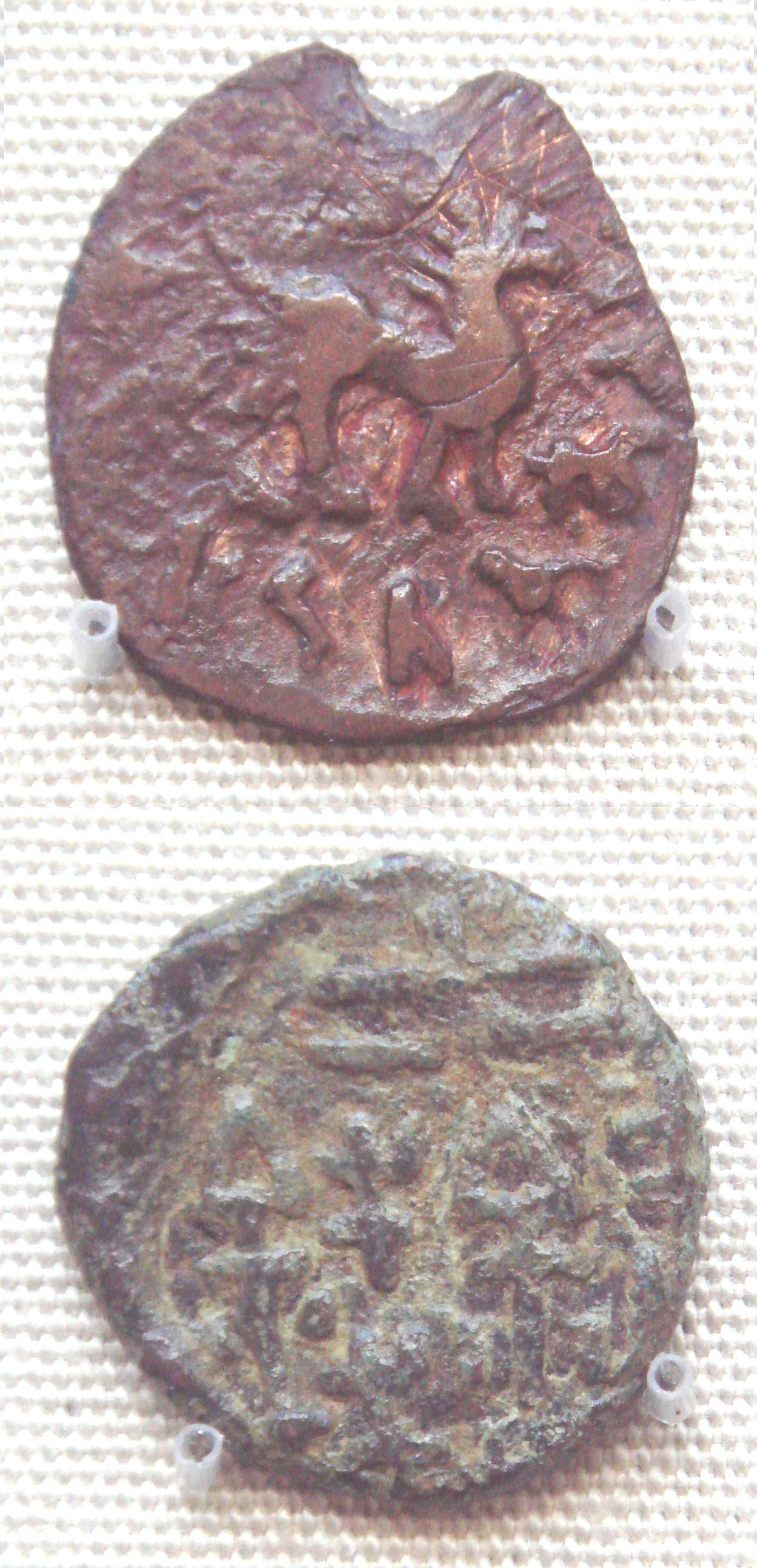
Pièce de monnaie gurgamoya.
Avers en kharosthi : « Du grand roi, roi de Khotan Gurgamoya ».
Revers en chinois : « Pièce de 6 grains ».
British Museum.

- Selon les légendes sur la fondation du royaume, les premiers habitants de la région seraient des Indiens ayant quitté l'Empire maurya[4].
- La fondation de Khotan a lieu lorsque Kushtana, qui serait un fils d'Ashoka, l'empereur de l'Empire maurya, s'est installé dans la région vers 224 av.J.C[73].
- vers.84 av.J.C : Date supposée d'introduction du Bouddhisme à Khotan[74].
- vers 56 ap.J.C : Xian, le puissant roi de Yarkand, attaque et annexe Khotan. Il exile Yulin, le roi de Khotan à Ligui, dont il devient le nouveau roi. Il fait de Weishi, le frère cadet de Yulin, le nouveau dirigeant de Khotan.
- 61 : Khotan se révolte contre Yarkand, qui est vaincu. De nouveau libre, la cité-État gagne en puissance et soumet 13 royaumes voisins. Dès lors, Khotan et Shanshan sont les deux plus puissants royaumes de la branche sud de la Route de la Soie.
- 78 : Ban Chao, un général chinois, soumet le royaume. Khotan devient un vassal des Han et est intégré au protectorat des Régions de l'Ouest.
- 105 : Révolte des Régions de l'Ouest contre les Han, Khotan retrouve son indépendance.
- 127 : Le roi Khotanais Vijaya Krīti aurait aidé l'empereur Kanishka de Kouchan dans sa conquête de Saket en Inde.
- 127 : Le général chinois Ban Yong attaque et soumet les royaumes de Karachahr, Kucha, Kachgar, Khotan et Yarkand, entre autres. En tout, ce sont 17 royaumes qui deviennent ou redeviennent des vassaux de la Chine des Han.
- 129 : Fangqian, le roi de Khotan, tue Xing, le roi de Keriya et fait de son fils le nouveau roi de la cité-royaume. Ceci fait, il envoie un représentant à la Cour des Han pour leur verser un tribut. L'empereur accorde son pardon au roi de Khotan, puis lui ordonne de rendre le royaume de Keriya. Fangqian refuse.
- 131 : Fangqian envoie un de ses fils à la Cour des Han pour qu'il verse un tribut à l'empereur et se mette à son service.
- 132 : Les Han envoient Chenpan, le roi de Kashgar, attaquer Khotan à la tête d'une armée de 20 000 soldats. Les troupes de Khotan sont vaincues et celles de Kashgar rentrent dans la ville. Pendant que ses troupes pillent la cité, Chenpan fait décapiter plusieurs centaines de personnes. Ceci fait, il remplace le roi de Keriya en installant sur le trône Chengguo, un membre de la famille de feu le roi Xing, avant de repartir à Kashgar.
- 151 : Jian, le roi de Khotan, est tué par Wang Jing, le représentant des Han dans la ville. Ce dernier est tué à son tour par la foule des Khotanais. Anguo, le fils de Jian, monte sur le trône.
- 175 : Anguo attaque Keriya et inflige une défaite cuisante au royaume. Le roi et de nombreuses autres personnes sont tués[75].
- 399 Faxian,un moine-pèlerin chinois, visite Khotan. Dans ses écrits, il mentionne l'existence d'une communauté bouddhiste très active dans le royaume[76].
- 632 : Khotan verse un tribut à la Chine des Tang et devient son vassal. Le royaume est intégré au protectorat général pour pacifier l'Ouest et devient une des Quatre Garnisons d'Anxi.
- 644 : Xuanzang, un autre moine-pèlerin chinois, reste 7-8 mois à Khotan et écrit une description détaillée du royaume

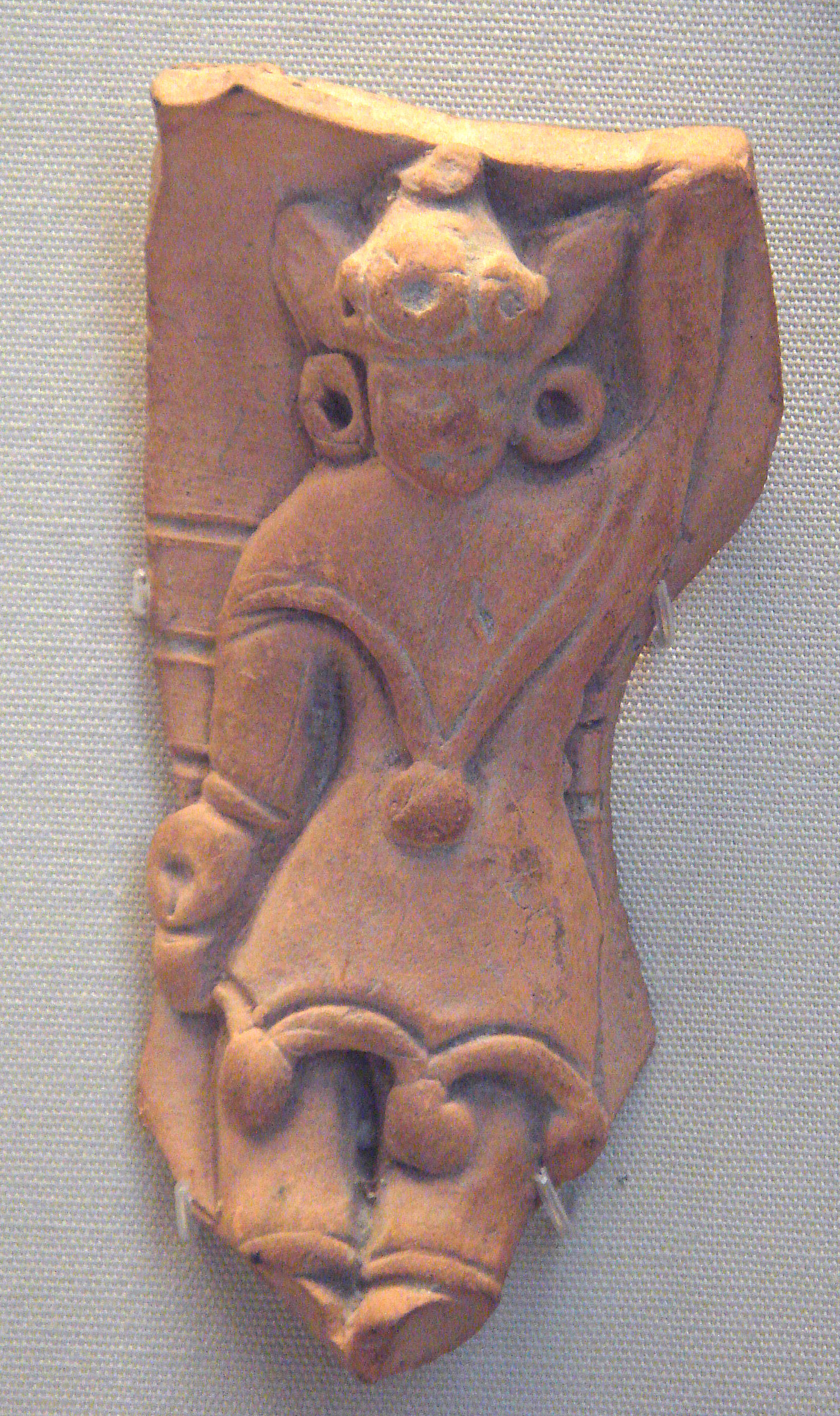
Statuette en céramique montrant des influences occidentales, Yotkan près de Khotan,

- 670 : L'empire du Tibet envahit et conquiert Khotan.
- vers 670-673 : Khotan est gouvernée par le ministre tibétain Mgar.
- 674 : le roi Fudu Xiong (Vijaya Sangrāma IV), sa famille et ses partisans fuient en Chine après avoir combattu les Tibétains. Ils n'arriveront jamais à retourner à Khotan.
- vers 680 - vers 692 : 'Amacha Khemeg dirige Khotan en tant que régent du royaume.
- 692 : Sur ordre de l'impératrice Wu Zetian, les troupes chinoises reprennent le contrôle de Khotan aux dépens du Tibet. le royaume est réintégré au protectorat général pour pacifier l'Ouest.
- 725 : Yuchi Tiao (Vijaya Dharma III) est décapité par les Chinois pour le punir d'avoir conspiré avec les Turcs. Pour le remplacer les Tang mettent Yuchi Fushizhan (Vijaya Sambhava II) sur le trône
- 728 : L'empereur de Chine donne officiellement le titre de « roi de Khotan » à Yuchi Fushizhan (Vijaya Sambhava II).
- 736 : Fudu Da (Vijaya Vāhana the Great) succède à Yuchi Fushizhan. L'empereur de Chine donne un titre à la femme du nouveau roi.
- vers 740 : Le roi Yuchi Gui (btsan bzang btsan la brtan) succède à Fudu Da (Vijaya Vāhana) et commence à persécuter les Bouddhistes. Les moines bouddhistes de Khotan commencent à fuir au Tibet, où ils sont accueillis par l’épouse chinoise du roi Mes ag tshoms. Peu de temps après, la reine meurt lors d'une épidémie de variole et les moines ont dû fuir vers Gandhara[77].
- 740 : L'empereur de Chine donne un titre à la femme de Yuchi Gui.
- 746 : La rédaction du Li yul poumon bstan pa (La prophétie du pays Li) est achevée. Ce texte sera par la suite inclus dans le Tanjur des Tibétains.
- 756 : Yuchi Sheng remet le pouvoir à son frère cadet Shihu (Jabgu) Yao.
- 786 - 788 : Yuchi Yao est toujours le roi de Khotan lorsque Wukong, un moine-pèlerin chinois, visite le royaume[78].
- 969 : Zongchang, le fils du roi Lishengtian (Vijaya Sambhava) envoie une mission en Chine pour verser un tribut aux Chinois.
- 971 : Un prêtre bouddhiste (Jixiang) apporte à l'empereur chinois une lettre dans laquelle le roi de Khotan propose d'envoyer à la Cour Impériale Chinoise un éléphant capable de danser qu'il avait capturé à Kashgar..
- 1006 : Khotan est contrôlé par Yūsuf Qadr Khān, un frère ou cousin du seigneur musulman qui dirige Kāshgar et Balāsāghūn[79].
- Entre 1271 et 1275 : Marco Polo visite Khotan[80].

## Rois de Khotan
(Certains noms sont des prononciations modernes en mandarin basées sur d'anciennes sources chinoises)
- Yu Lin (俞林) 23
- Jun De (君得) 57
- Xiu Moba (休莫霸) 60
- Guang De (廣德) 60
- Fang Qian (放前) 110
- Jian (建) 132
- An Guo (安國) 152
- Qiu Ren (秋仁) 446
- Polo le second (婆羅二世) 471
- Sanjuluomo le troisième (散瞿羅摩三世) 477
- She Duluo (舍都羅) 500
- Viśa' (尉遲) 530
- Bei Shilian (卑示練) 590
- Viśa' Wumi (尉遲屋密) 620
- Fudu Xin (伏闍信) 642
- Fudu Xiong (伏闍雄) 665
- Viśa' Jing (尉遲璥) 691
- Viśa' Tiao (尉遲眺) 724
- Fu Shizhan (伏師戰) 725
- Fudu Da (伏闍達) 736
- Viśa' Gui (尉遲珪) 740
- Viśa' Sheng (尉遲勝) 745
- Viśa' Vāhaṃ (尉遲曜) 764
- Viśa' Jie (尉遲詰) 791
- Viśa' Chiye (尉遲遲耶) 829
- Viśa' Nanta (尉遲南塔) 844
- Viśa' Wana (尉遲佤那) 859
- Viśa' Piqiluomo (尉遲毗訖羅摩) 888
- Viśa' Saṃbhava (尉遲僧烏波) 912
- Viśa' Śūra (尉遲蘇拉) 967
- Viśa' Dharma (尉達磨) 978
- Viśa' Sangrāma (尉遲僧伽羅摩) 986
- Viśa' Sagemayi (尉遲薩格瑪依) 999

## Bouddhisme

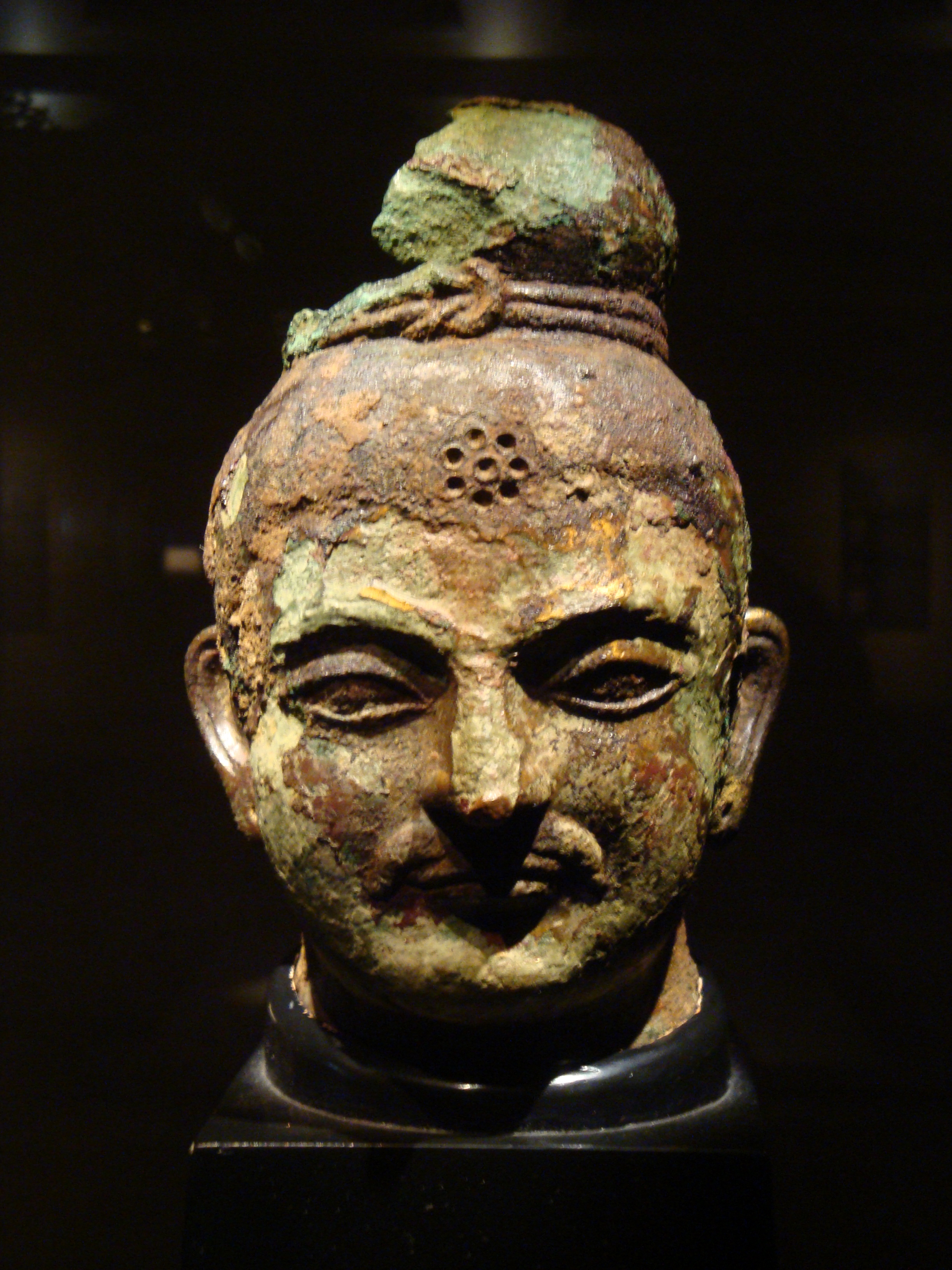
Tête de Bouddha trouvée à Khotan,

Le royaume était l'un des principaux centres culturels et religieux du bouddhisme et, jusqu'au XIe siècle, la grande majorité de la population était bouddhiste Au départ, les habitants du royaume n'étaient pas bouddhistes et le bouddhisme aurait été adopté pendant le règne de Vijayasambhava au Ier siècle av. J.-C., soit près de 170 ans après la fondation du royaume. Cependant, un récit du général Ban Chao suggère qu'en l'an 73 ap J.C, les habitants de Khotan semblent encore pratiquer le Mazdéisme ou le Chamanisme,. Son fils Ban Yong, qui a également passé du temps dans les régions de l'Ouest, ne fait également aucune mention d'une pratique du bouddhisme à Khotan. Ces témoignages, couplés à l’absence d’art bouddhiste dans la région avant le début du règne des Han Orientaux, peuvent laisser penser que le bouddhisme n’a peut-être été adopté par les Kothanias qu'au IIe siècle de notre ère.
Le royaume est principalement associé au bouddhisme Mahayana,. Au IVe siècle, le moine-pèlerin chinois Faxian est passé par Khotan et nous a laissé cette description du royaume :

« Le pays est prospère et les gens sont nombreux; tous, sans exception, ont foi dans le Dharma et se divertissent avec la musique religieuse. La communauté des moines compte plusieurs dizaines de milliers (de membres) et ils appartiennent en majorité au (bouddhisme) Mahayana. »

Il différait à cet égard de Kucha, un royaume situé de l'autre coté du désert où domine la pratique du Bouddhisme Śhrāvakayāna. Le récit de Faxian sur la ville indique qu'il y existait quatorze viharas de différentes tailles. De nombreuses langues étrangères, dont le chinois, le sanskrit, le prakrits, l'apabhraṃśas et le tibétain classique, étaient utilisées dans les échanges culturels.

## Vie économique et sociale

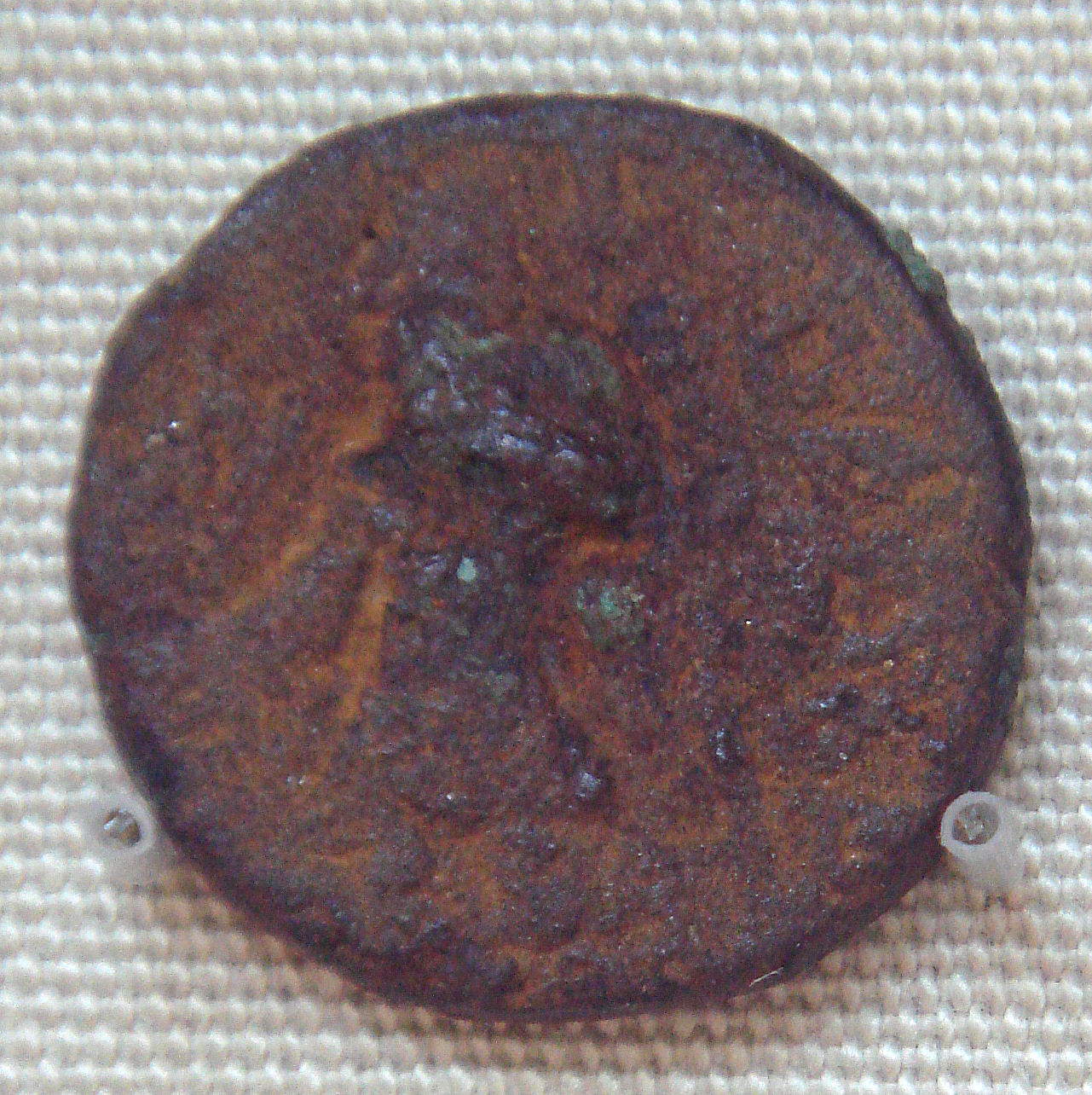
Pièce en Bronze de Kanishka, trouvée à Khotan.

Malgré des informations insuffisantes sur les structures sociopolitiques de Khotan, la géographie commune aux différentes cités-États du Tarim et les similitudes des découvertes archéologiques effectuées dans le bassin du Tarim permettent de tirer des conclusions sur la vie khotanaise. Un pèlerin chinois du VIIe siècle nommé Xuanzang a décrit Khotan comme un pays ayant des terres arables rares mais apparemment particulièrement fertiles, capables de permettre la culture « des céréales et de produire des fruits en abondance ». Il a ajouté que la ville « fabrique des tapis et du feutre et de la soie » ainsi que « du jade noir et blanc ». L’économie de la ville était principalement basée sur l’eau provenant des oasis pour l’irrigation et la fabrication de biens commerciaux.
Xuanzang a également fait l'éloge de la culture de Khotan, indiquant que son peuple « aime étudier la littérature » et a déclaré que « la musique est très pratiquée à la campagne et que les hommes aiment la chanson et la danse ». L'« urbanité » du peuple Khotan est également mentionnée par le pèlerin et transparait dans la manière dont les Khotanais s'habillent avec des « soieries légères et des vêtements blancs» par opposition à la laine et aux fourrures plus rurales ».

### Art et artisanat
La crue d'un petit canal de la rivière Kara Kach a fait ressurgir des œuvres en terre de cette région, poteries, statuettes et figurines, permettant de redécouvrir l'art de ce royaume. Les statuettes et figurines sont principalement anthropomorphes et zoomorphes, avec une partie de figurines représentant des singes affairés à des occupations humaines telles que la musique, mais aussi à des occupations sexuelles.

### Soie
Khotan fut le premier endroit en dehors de la Chine historique à réussir à produire la soie. La légende, répétée dans de nombreuses sources et illustrée par des peintures murales découvertes par des archéologues, veut qu'une princesse chinoise a apporté des œufs de vers à soie cachés dans ses cheveux lorsqu'elle a été envoyée pour épouser le roi de Khotan. Cela a probablement eu lieu dans la première moitié du Ier siècle, mais la véracité de cette légende est contestée par plusieurs savants.

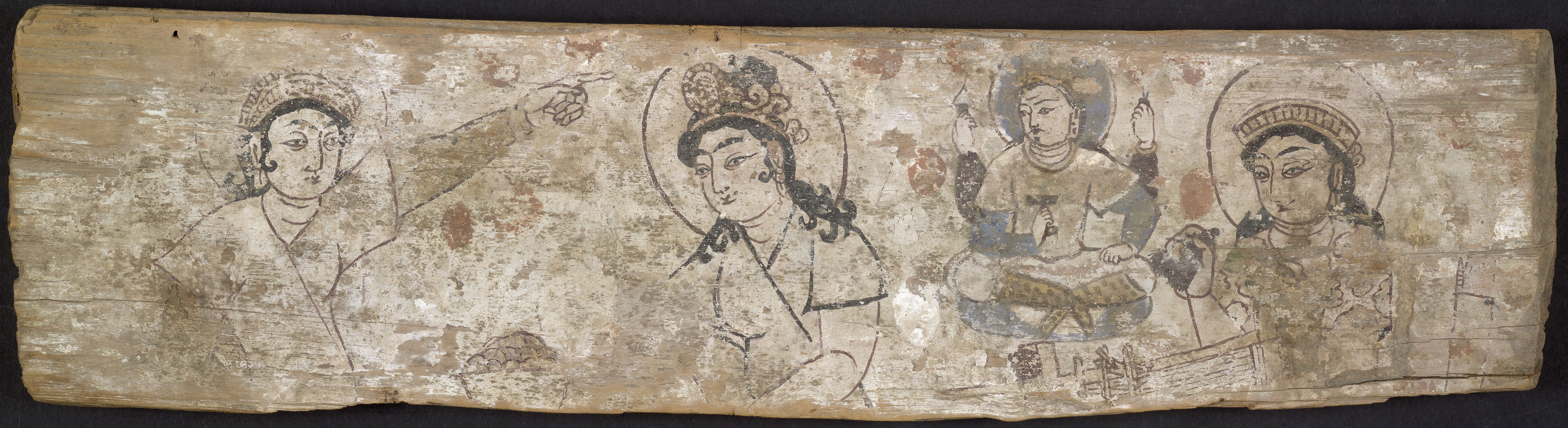
Peinture sur panneau de bois découverte par Aurel Stein a Dandan Oilik, représentant la légende de la princesse qui a caché des œufs de vers à soie dans sa coiffure pour les faire sortir clandestinement de Chine vers le royaume de Khotan.

Une autre version de l'histoire est racontée par le moine bouddhiste chinois Xuanzang, qui a décrit le transfert secret de vers à soie à Khotan par une princesse chinoise. Xuanzang a probablement appris cette histoire lorsque lors de son retour d'Inde entre 640 et 645, il a traversé l'Asie centrale en passant par les royaumes de Kachgar et Khotan.
Selon Xuazang, l'introduction de la sériciculture à Khotan a eu lieu dans le premier quart du Ve siècle. Le roi de Khotan voulait obtenir des œufs de vers à soie, des graines de mûrier et le savoir-faire chinois, soit les trois composants essentiels de la production de soie. La Cour impériale chinoise avait des règles strictes prohibant toute exportation de ces trois éléments en dehors de la Chine, afin de maintenir le monopole chinois sur la fabrication de la soie. Dans ses écrits, Xuanzang explique que le roi de Khotan a demandé la main d'une princesse chinoise en mariage, en signe de son allégeance à l'empereur chinois. La demande fut acceptée et un ambassadeur fut envoyé à la Cour Impériale chinoise pour escorter ladite princesse à Khotan. Une fois arrivé à la capitale chinoise, l'ambassadeur a dit à la princesse qu'elle devrait apporter des vers à soie et des graines de mûrier, afin de pouvoir se faire confectionner des robes en soie à Khotan et de rendre le peuple prospère. La princesse a accepté et a dissimulé des œufs de vers à soie et des graines de mûrier dans sa coiffe et les a fait passer en contrebande à travers la frontière chinoise. Selon son texte, les œufs de vers à soie, les mûriers et les techniques de tissage sont passés de Khotan en Inde et de là, ils ont finalement atteint l'Europe.

### Jade

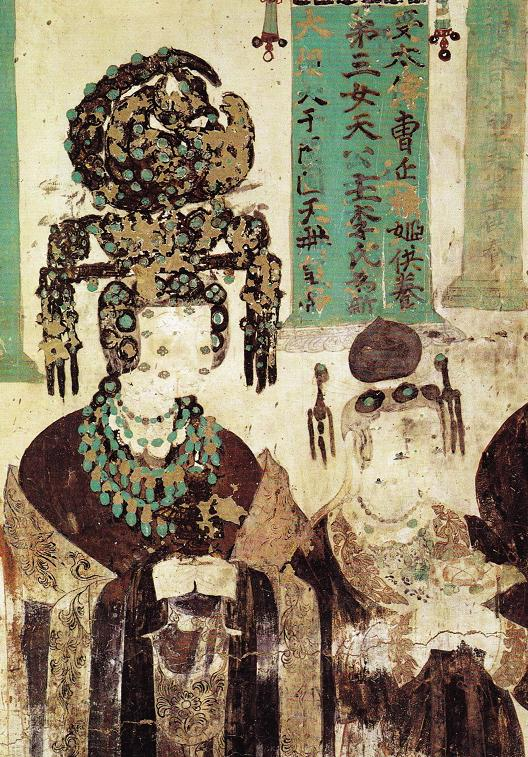
Fille du roi de Khotan mariée au dirigeant de Dunhuang, Cao Yanlu, représentée ici avec une coiffe élaborée ornée de pièces de jade. Peinture murale dans la grotte de Mogao N°61, cinq dynasties.

Aussi longtemps que la route de la soie a existé, Khotan fut une oasis commerciale importante de la portion sud de cette route dans le bassin du Tarim ; car elle était la seule grande oasis, « sur le seul cours d'eau à traverser le désert au sud ». En dehors de la situation géographique de Khotan, l'importance du royaume était également liée à sa grande renommée en tant que source importante de jade néphrite exporté vers la Chine.
L'histoire du commerce de jade de Khotan en Chine est très ancienne et des objets en jade du bassin du Tarim ont été trouvés sur des sites archéologiques chinois.
Des sculpteurs chinois habitant à Xinglongwa et à Chahai avaient sculpté des pendentifs en forme d'anneau «en jade verdâtre de Khotan dès 5000 av. J.-C.».
Les centaines d'objets de jade trouvées par Zheng Zhenxiang et son équipe dans la tombe de Fu Hao, qui date de la fin de la dynastie Shang, sont toutes originaires de Khotan.
Selon le Guanzi, une encyclopédie chinoise datant de la période des Royaumes combattants, les Yuezhi, mentionnés dans l'encyclopédie sous le nom de Yuzhi 禺氏, ou Niuzhi 牛氏, ont vendu du jade aux Chinois.
Il semblerait, d'après des sources secondaires, que la prévalence du jade de Khotan dans la Chine ancienne est due à sa qualité et à l'absence relative de ce type de jade ailleurs.
Xuanzang a également vu le jade en vente à Khotan en 645 et a fourni un certain nombre d'exemples du commerce du jade.

### Pour approfondir
- Hill, John E. (2003). Draft version of: "The Western Regions according to the Hou Hanshu. 2d Edition." "Appendix A: The Introduction of Silk Cultivation to Khotan in the 1st Century CE."
- Martini, G. (2011). "Mahāmaitrī in a Mahāyāna Sūtra in Khotanese - Continuity and Innovation in Buddhist Meditation", Chung-Hwa Buddhist Journal 24: 121-194.  (ISSN 1017-7132).
- 1904 Sand-Buried Ruins of Khotan, London, Hurst and Blackett, Ltd. Reprint Asian Educational Services, New Delhi, Madras, 2000 Sand-Buried Ruins of Khotan : vol.1
- 1907. Ancient Khotan: Detailed report of archaeological explorations in Chinese Turkestan, 2 vols. Clarendon Press. Oxford.[98] Ancient Khotan : vol.1 Ancient Khotan : vol.2